# 扎盧日扎 (羅加京區)
49°24′14″N 24°35′59″E / 49.40389°N 24.59972°E
扎盧日扎（烏克蘭語：Залужжя），是烏克蘭西部的村莊，隸屬伊萬諾-弗蘭科夫斯克州的伊萬諾-弗蘭科夫斯克區。該村面積9.5平方公里，2001年人口994，人口密度每平方公里104.6人。